# Ombrone
L'Ombrone és un riu del nord d'Itàlia. Antigament s'anomenava Umbro.
Discorre al costat de l'Arnus el riu més important d'Etrúria. Neix als turons entre Siena i Arezzo, i té un recorregut de més de 50 km en direcció sud-sud-oest fins a desembocar al mar Tirrè, a uns 20 km al nord del promontori del Monte Argentario. Plini el Vell diu que era un riu navegable (navigiorum capax) i Rutili Claudi Namacià explica que a la seva desembocadura es formava un port tranquil i segur. Flueix prop de la moderna ciutat de Grosseto, i a pocs quilòmetres de les ruïnes de Rusel·les. Es creu que el nom d'Umbro està relacionat amb els umbris, que ocupaven aquesta part d'Itàlia abans de la seva conquesta pels etruscs. Segons Plini el Vell, el territori de la costa que s'estén des de la seva desembocadura fins a Telamó, encara era conegut amb el nom de tractus Umbriae.